# Relaciones Costa Rica-Polonia
Las relaciones Costa Rica-Polonia se refieren a las relaciones internacionales que existen entre Costa Rica y Polonia.
Las relaciones consulares entre Costa Rica y Polonia se iniciaron en 1922 y las diplomáticas en 1924, estas relaciones se formalizaron en 1934 con la acreditación de un Encargado de Negocios de Polonia en Costa Rica.

## Relaciones diplomáticas
- Costa Rica tiene una embajada en Suiza, concurrente para Polonia.[2]
- Polonia tiene una embajada en Ciudad de México, concurrente para Costa Rica.[3]